# Воложанинов, Степан Павлович
Степан Павлович Воложанинов (1903, Козьмяш, Пермская губерния — 1961) — советский партийный, государственный и сельскохозяйственный деятель. Председатель Тамбовского облисполкома (1943—1945).

## Биография
Степан Воложанинов родился в 1903 году в деревне Козьмяш Пермской губернии в семье крестьянина-середняка.
До 1925 года работал в семейном хозяйстве.
В 1925 году был избран секретарём Чернушинского сельсовета.
В 1926—1928 годах заведовал общим отделом Чернушинского райкома ВКП(б).
В 1928—1930 годах по направлению областной партийной организации был на руководящей работе в машинно-снабженческом товариществе (впоследствии «Коопхлеб»), а позже в райколхозсоюзе. Эти организации занимались подготовкой и созданием колхозов в рамках коллективизации сельского хозяйства.
В 1925—1932 годах занимал посты секретаря Сергиевского сельсовета, делопроизводителя Чернушинского райисполкома, председателя правления Чернушинского райсоюза сельхозкооперации по производству, переработке и сбыту зерновых и масличных культур, Союза сельскохозяйственных коллективов, председателя сельскохозяйственной коммуны «Красный партизан» в селе Рябки Чернушинского района.
В 1932 году стал секретарём Чернушинского райисполкома.
В дальнейшем был направлен на учёбу в Ленинградский институт советского строительства имени М. И. Калинина. По его окончании в 1936—1939 годах занимал пост председателя Сухоложского райисполкома Свердловской области.
В 1939—1943 годах работал заместителем председателя Свердловского облисполкома, в октябре 1943 — марте 1945 года — председателем Тамбовского облисполкома.
В 1945 году был направлен на учёбу в Высшую партийную школу при ЦК КПСС. Однако окончить её не удалось: в 1947 году Воложанинова направили в Монголию, где он вплоть до 1953 года был советником при правительстве страны.
В 1954 году вернулся к учёбе в Высшей партийной школе. В 1955 году окончил в Москве годичные курсы переподготовки партийных советских работников при Высшей партийной школе.
С марта 1955 года занимал пост заместителя председателя Семипалатинского облисполкома.
В марте 1959 — июне 1961 года был председателем Семипалатинской областной плановой комиссии. Входил в бюро Семипалатинского обкома КП Казахстана.
В 1957 и 1959 годах избирался депутатом Семипалатинского областного совета депутатов трудящихся. 
Был делегатом районных, городских и областных конференций КП Казахстана с правом решающего голоса. В 1956 году участвовал в пленуме ЦК КП Казахстана. 
Входил в президиум Казахстанского республиканского слёта чабанов, скотников-пастухов и табунщиков совхозов и колхозов, участвовал в работе республиканского совещания по мясному скотоводству.
В 1956—1958 годах участвовал во Всесоюзных сельскохозяйственных выставках.
Умер в 1961 году.
Награждён орденом «Знак Почёта», медалью «За освоение целинных земель», грамотой Верховного Совета Казахской ССР, Малой золотой медалью ВСХВ (1956), монгольским орденом Трудового Красного Знамени.
Член ВКП(б) / КПСС с 1927 года.